# Ana Goya
Ana Goya (Pamplona, 1962) es una actriz, bailarina y directora de teatro española, más conocida por interpretar el papel de Sabina Muñiz en la telenovela Acacias 38.

## Biografía
Ana Goya nació en 1962 en Pamplona, en la comunidad de Navarra (España), y además de la actuación también se dedica al teatro.

## Carrera
Ana Goya se formó en danza clásica y contemporánea y jazz, en el teatro independiente Lagunak. Hizo un curso intensivo con Jhon Stasberg y estudió en el teatro de Repertorio de Navarra y en el Taller de teatro de William Layton. Debutó como actriz en el mundo de la televisión en 1990 con La forja de un rebelde, en 1991 y 1992 en Las chicas de hoy en día y en 1995 en Mar de dudas y en Juntas, pero no revueltas. También ha protagonizado varias películas como en 1994 en Mi hermano del alma, en 1995 en Boca a boca, en 2000 en Leo y en 2002 en A mi madre le gustan las mujeres, mientras que en 2011 Protagonizó el cortometraje El camino de la alegría. Protagonizó varias series como en 1995 y 1996 en Médico de familia, en 1998 en Manos a la obra, en La vida en el aire, en Periodistas y en Todos los hombres sois iguales, en 1999 en Tío Willy, en 2000 en Raquel busca su sitio, en El comisario, en La ley y la vida y en Robles, investigador, en 2001 en Abogados, en 2002 en Compañeros y en La verdad de Laura, en 2002 y 2009 en Hospital Central, en 2002 y en 2016 en Cuéntame cómo pasó, en 2003 en Javier ya no vive solo, en 2004 en La sopa boba y en Los 80, en 2005 en Aquí no hay quien viva y en Agitación + IVA, en 2008 en Fago y en La que se avecina, en 2008 y 2009 en Maitena: Estados alterados, en 2009 en Acusados, en 2011 en Punta Escarlata, en 2013 en Gran Hotel, en 2014 en El Príncipe, en Aída y en Velvet, en 2015 en B&b, de boca en boca, en 2016 en Buscando el norte y en El Caso: Crónica de sucesos, en 2017 en Vergüenza, en 2017 y 208 en Videópatas, en 2020 en Benidorm y en Mala Influencia, mientras que en 2007 protagonizó la miniserie Hay que vivir y en 2012 en Mi gitana. En 2019 ocupó el papel de Patro en la telenovela Amar en tiempos revueltos, mientras que en 2020 interpretó el papel de Sabina Muñiz en la telenovela transmitida por La 1 Acacias 38.

## Vida personal
Ana Goya está casada con el actor Joseba Pinela desde 1998, con quien tiene dos hijos.

## Filmografía

### Cine
| Año  | Título                           | Personaje | Director                      |
| ---- | -------------------------------- | --------- | ----------------------------- |
| 1994 | Mi hermano del alma              | Amiga     | Mariano Barroso               |
| 1995 | Boca a boca                      |           | Manuel Gómez Pereira          |
| 2000 | Leo                              | Paqui     | José Luis Borau               |
| 2002 | A mi madre le gustan las mujeres | Carmen    | Daniela Fejerman y Inés París |

### Televisión
| Año        | Título                         | Personaje            | Notas         |
| ---------- | ------------------------------ | -------------------- | ------------- |
| 1990       | La forja de un rebelde         |                      | 1 episodio    |
| 1991-1992  | Las chicas de hoy en día       | 2 episodios          |               |
| 1995       | Mar de dudas                   | Carmen               | 4 episodios   |
| 1995       | Juntas, pero no revueltas      | Oficial Juzgados     | 1 episodio    |
| 1995-1996  | Médico de familia              | Estefanía            | 2 episodios   |
| 1998       | Manos a la obra                |                      | 1 episodio    |
| 1998       | Periodistas                    | Marga                | 1 episodio    |
| 1998       | Todos los hombres sois iguales |                      | 1 episodio    |
| 1998       | La vida en el aire             | Mujer Limpieza       | 1 episodio    |
| 1999       | Tío Willy                      |                      | 1 episodio    |
| 2000       | Raquel busca su sitio          |                      | 1 episodio    |
| 2001       | Abogados                       | Lucía                | 3 episodios   |
| 2002       | Compañeros                     |                      | 1 episodio    |
| 2002       | La verdad de Laura             | Queta                | 1 episodio    |
| 2002, 2009 | Hospital Central               | Berta Robles         | 3 episodios   |
| 2002, 2009 | Hospital Central               | Madre de Benito      | 3 episodios   |
| 2002, 2016 | Cuéntame cómo pasó             | Adelaida             | 4 episodios   |
| 2002, 2016 | Cuéntame cómo pasó             | Señora Mediana Edad  | 4 episodios   |
| 2003       | Javier ya no vive solo         |                      | 1 episodio    |
| 2004       | La sopa boba                   | Doctora              | 1 episodio    |
| 2004       | Los 80                         | Victoria             | 1 episodio    |
| 2005       | Aquí no hay quien viva         | Mari Cruz            | 1 episodio    |
| 2005       | Agitación + IVA                | Mari Pérez           | 1 episodio    |
| 2006       | Hay que vivir                  | Carmen               | 1 episodio    |
| 2008       | Fago                           |                      | 3 episodios   |
| 2008       | La que se avecina              | Asistente social     | 1 episodio    |
|            | Amar en tiempos revueltos      | Patro                | 29 episodios  |
| 2009       | Acusados                       | Madre de Ana Sánchez | 6 episodios   |
| 2009       | Maitena: Estados alterados     |                      | 6 episodios   |
| 2011       | Punta Escarlata                | Margarita            | 6 episodios   |
| 2012       | Mi gitana                      | María N.             | 3 episodios   |
| 2013       | Gran Hotel                     | Dueña pensión        | 1 episodio    |
| 2014       | El Príncipe                    |                      | 3 episodios   |
| 2014       | Aída                           | Señora autobús       | 1 episodio    |
| 2014       | Velvet                         | Asunción             | 1 episodio    |
| 2015       | B&b, de boca en boca           |                      | 2 episodios   |
| 2016       | Buscando el norte              | María Teresa         | 3 episodios   |
| 2016       | El Caso: Crónica de sucesos    | Joaquina Hernández   | 1 episodio    |
| 2017       | Vergüenza                      | Amparo               | 6 episodios   |
| 2017-2018  | Videópatas                     | Ana, madre           | 2 episodios   |
| 2020       | Benidorm                       | Cliente Notaría      | 1 episodio    |
| 2020       | Mala Influencia                | Jefa Marketing       | 1 episodio    |
| 2020       | Acacias 38                     | Sabina Muñiz         | 124 episodios |

### Cortometrajes
| Año  | Título                  | Personaje | Director       |
| ---- | ----------------------- | --------- | -------------- |
| 2011 | El camino de la alegría | Asistente | Karlos Alcázar |

## Teatro

### Actriz
Obras teatrales
| Título                   | Director            |
| ------------------------ | ------------------- |
| La verbena de la paloma  | José Carlos Plaza   |
| Beaumarchais             | Josep Maria Flotats |
| La cena de los generales | Miguel Narros       |
| La venganza de Don Mendo | Jaime Azpilicueta   |
| El botín                 | Jesús Cracio        |
| Monólogos de la vagina   | Luis Blat           |
| Mujeres                  | Mercedes Lezcano    |
| Otoño en familia         | Mercedes Lezcano    |
| El burlador de Sevilla   | Miguel Narros       |

Obras de teatro
| Título                      | Autor               |
| --------------------------- | ------------------- |
| Esperando al zurdo          | Carlos Creus        |
| Mary Juana                  | Carlos Creus        |
| Amelica Catalina            | Lainez              |
| Cuatro mujeres              | Juan Pastor         |
| Largo viaje hacia la noche  | W Layton y M Narros |
| Así que pasen cinco años    | Miguel Narros       |
| La dama duende              | Jose Luis Alonso    |
| El caballero de Olmedo      | Miguel Narros       |
| Fiesta barroca, plaza mayor | Miguel Narros       |
| La Celestina                | Valentín Redín      |
| Sabina                      | Ignacio Aranaz      |

### Asistente como directora
| Título                             | Autor                 |
| ---------------------------------- | --------------------- |
| En el quinto cielo                 | José Pedro Carrión    |
| Historia del zoológico             | Pedro Miguel Martínez |
| Dama de corazones                  | Pedro Miguel Martínez |
| La importancia de llamarse Ernesto | Pedro Miguel Martínez |
| Entre mujeres                      | Santiago Moncada      |
| La ratonera                        | Ramón Barea           |
| I love you Marilyn                 | Silvia Torsosa        |

## Premios y reconocimientos
Sindicato de Actores de España
| Año  | Categoría                           | Trabajo                   | Resultado |
| ---- | ----------------------------------- | ------------------------- | --------- |
| 2007 | Mejor interpretación femenina       | Agitación + IVA           | Nominada  |
| 2011 | Mejor actuación femenina de reparto | Amar en tiempos revueltos | Nominada  |